# Agnes Ibbetson
Agnes Ibbetson, geb. Thomson (* 1757 in London; † Februar 1823 in Exmouth) war eine britische Botanikerin.

## Forschungsaktivitäten

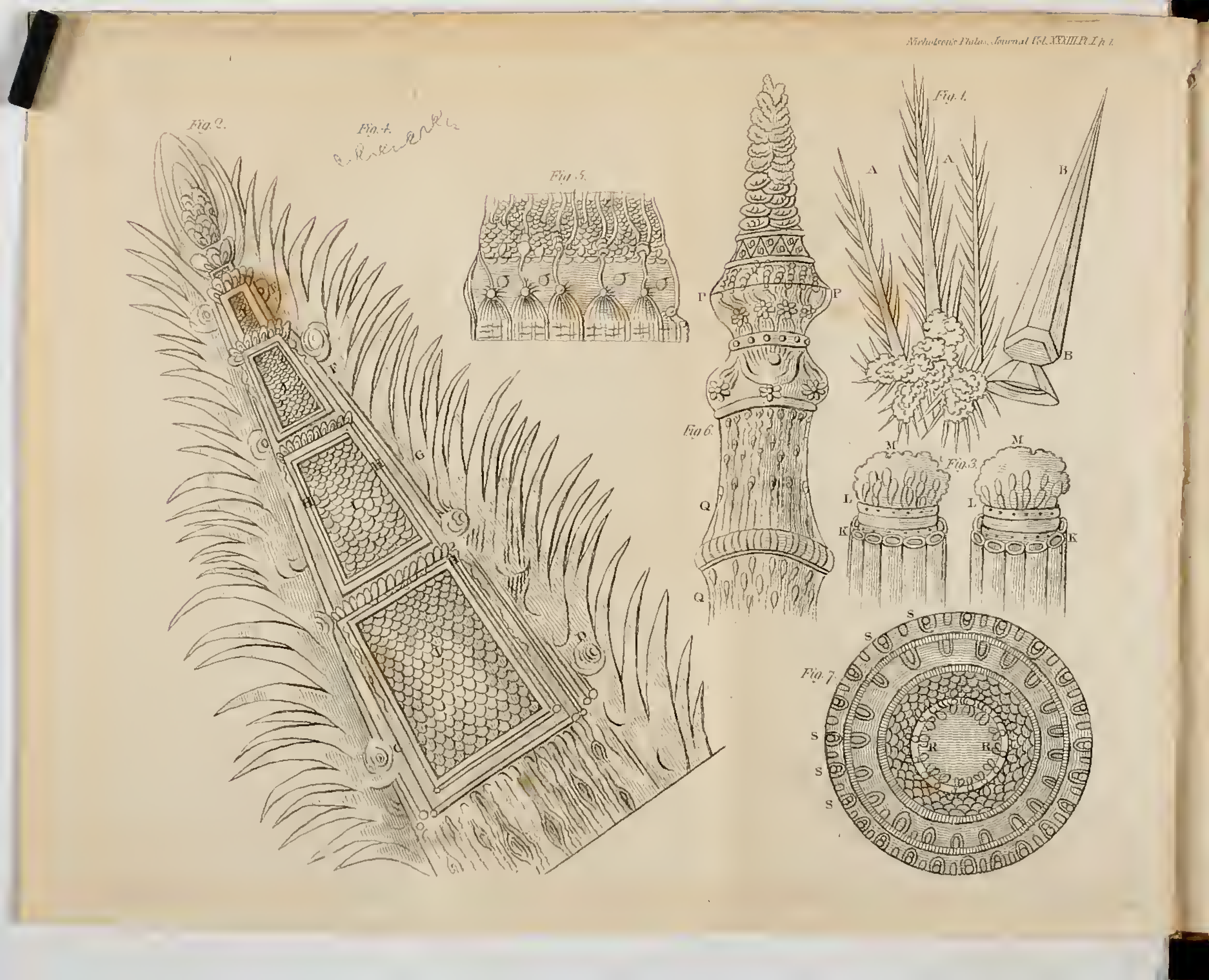
Illustration von Agnes Ibbetson zu Schnitten von Pflanzen, um die Art und Weise der Anordnung der Knospen in den Stilen zu zeigen (1812)

Agnes Ibbetson wurde als Tochter von Andrew Thomson geboren. Ihre Forschungen lagen auf dem Gebiet der Pflanzenphysiologie und Pflanzenanatomie. Ihr Hauptinteresse bildeten hier die Themen Atmung, Knospung, Befruchtung und Keimung. Sie führte mikroskopische Untersuchungen an Pollen und Luftgefäßen durch und stellte die Ergebnisse davon in mehr als 50 Beiträgen im Nicholson’s Journal und Philosophical Magazine dar. Das Britische Museum bewahrt ein Manuskript von Agnes Ibbetson auf, in dem sie darlegt, dass Knospen endogen entstehen. Auch mehrere Objektträger und Holzstücke, die sie selbst präpariert hat, sind dort beherbergt.